# Roxie Hart (film)
Roxie Hart is een Amerikaanse film uit 1942 onder regie van William A. Wellman. De film is gebaseerd op het toneelstuk Chicago van Maurine Dallas Watkins.

## Verhaal
In het heden kijken de uit Chicago afkomstige journalisten Homer Howard en Stuart Chapman terug op de beruchte moordzaak van danseres Roxie Hart uit 1927. Dan wordt het levenloze lichaam van theateragent Fred Casely aangetroffen in het appartement van Roxie en haar echtgenoot Amos Hart. Nieuwsverslaggever Jake Callahan en Casely's collega E. Clay Benham overtuigen Roxie ervan de schuld op zich te nemen. Ze verzekeren haar ervan dat iemand zo mooi als zij niet schuldig bevonden zal worden en dat de publiciteit van invloed kan zijn op haar carrière.
Hoewel Roxie weet dat Amos de schuldige is, geeft ze hem toestemming de politie te vertellen dat het Roxie is die Casely heeft vermoord. In de gevangenis krijgt ze regelmatig bezoek van de pers, onder wie ook de dan nog beginnende journalist Homer. Hij is dol op Roxie, die de journalisten vermaakt met haar dans The Black Hula. Met hulp van haar man krijgt ze hulp van advocaat Billy Flynn. Flynn realiseert zich dat ze het beste kan winnen door iedereen te vertellen dat ze zichzelf verdedigde toen Casely om het leven kwam en eigenlijk een onschuldige vrouw is.
Homer begint een onderzoek en krijgt van conciërge Michael Finnegan te horen dat Amos Hart de schuldige is. Een maand gaat voorbij. Roxie raakt steeds meer in de vergetelheid. Het publiek toont enkel nog interesse in de nieuwste crimineel, 'Two-Gun' Gertie Baxter. In een poging de sympathie van de burgers te winnen, doet ze alsof ze zwanger is. Flynn ziet al de aandacht als een ideale gelegenheid om de rechtszaak zo snel mogelijk te houden. Hij overtuigt Amos van Roxie te scheiden. Dit betreurt ze niet, omdat ze nooit van hem heeft gehouden.
Tijdens de rechtszaak begint Roxie voor het eerst nerveus te worden en vraagt ze Flynn om de hulp van Finnegan in te schakelen. Het noodlot slaat toe als blijkt dat Finnegan is overleden en Homers uitspraken over de ware moordenaar niet serieus genomen worden. Toch wordt Roxie uiteindelijk onschuldig bevonden, maar dit heeft ze te danken aan Flynns theatrale handelwijze en haar acteerprestaties. Ze wordt al snel vergeten door het publiek. Zij zijn in de ban van Amos, die is gevlucht voor de politie. Hoewel niemand meer weet wie ze is, kan ze kiezen uit twee mannen: de arme, maar eerlijke Homer en het rijke jurylid O'Malley. Eenmaal terug in het heden wordt Homer opgehaald door zijn vrouw Roxie en hun zes kinderen.

## Rolbezetting
| Acteur            | Personage               |
| ----------------- | ----------------------- |
| Ginger Rogers     | Roxie Hart              |
| Adolphe Menjou    | Billy Flynn             |
| George Montgomery | Homer Howard            |
| Lynne Overman     | Jake Callahan           |
| Nigel Bruce       | E. Clay Benham          |
| Phil Silvers      | Babe                    |
| Sara Allgood      | Mevrouw Morton          |
| William Frawley   | O'Malley                |
| Spring Byington   | Mary Sunshine           |
| Ted North         | Stuart Chapman          |
| Helene Reynolds   | Velma Wall              |
| George Chandler   | Amos Hart               |
| Charles D. Brown  | Charles E. Murdock      |
| Morris Ankrum     | Martin S. Harrison      |
| George Lessey     | Rechter                 |
| Iris Adrian       | 'Two-Gun' Gertie Baxter |

## Achtergrond
Het toneelstuk waar de film op is gebaseerd werd al eerder verfilmd onder de titel Chicago (1927). Veel van de originele dialogen werden behouden, maar er werden wel enkele wijzigingen aangebracht. Dat een persoon wegkwam met een moord was in die tijd nog te gewaagd voor Hollywood. Daarom werd er besloten dat Roxie eigenlijk onschuldig was en haar man de dader was. Voor een tijd werd de originele titel Chicago aangehouden, maar dit werd later veranderd naar Roxie Hart.
Aan het begin van 1941 plande Columbia Pictures een verfilming. Dit kon niet tot stand worden gebracht, omdat het verhaal te choquerend was. Op dat moment was nog niet de keuze genomen de dader te veranderen. In de zomer van dat jaar werden de filmrechten overgekocht door 20th Century Fox. Producent Darryl F. Zanuck was betrokken bij het maken van de film en hij overwoog acteurs Dana Andrews en John Shepperd voor de rol naar Homer Howard. De titelrol was bedoeld voor musicalster Alice Faye, maar zij raakte zwanger en was genoodzaakt zich terug te trekken. Ginger Rogers werd aangesteld als haar vervangster. Zij was onder contract bij RKO Radio Pictures, maar werd geleend door 20th Century Fox. Voor haar rol moest ze haar blonde haren oranje verven.
Hoewel de film tegenwoordig veel lof krijgt, was de pers destijds kritischer. The New York Times noemde de film 'smakeloos' en betreurde dat Rogers de rol van een 'dom blondje' op zich had genomen. Variety schreef dat Rogers op sommige momenten overacteerde, maar de rol in het algemeen goed speelde. Het blad gaf vooral lof aan Adolphe Menjou, die naar hun mening de rol 'uitstekend' vertolkt.